# Kaiserschmarren

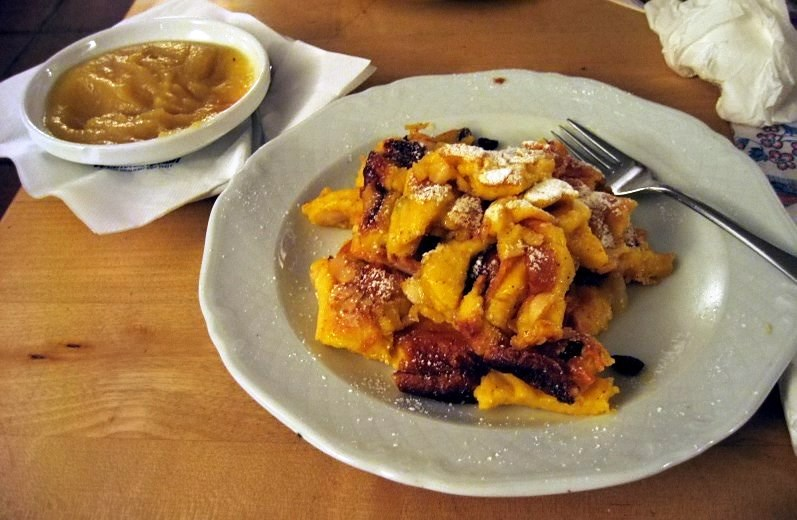

Kaiserschmarrn (ook: Kaiserschmarren of Császármorzsa) is een zoet Beiers/Oostenrijks gerecht. Het is een lichte, gekaramelliseerde pannenkoek, die in grove stukken wordt gesneden en traditioneel geserveerd wordt met een soort pruimencompôte (Oostenrijks: Zwetschgenröster) en poedersuiker en is een van de bekendste Oostenrijkse gerechten.
Kaiserschmarren worden gemaakt door bloem, eierdooiers, suiker en melk tot een glad en dik vloeibaar beslag te mengen. Daarna worden er stijfgeklopte eiwitten doorheen gespateld en gaat het beslag in de pan. Het wordt met rozijnen bestrooid en aan de onderkant gebakken, net als een pannenkoek. Het deeg wordt tijdens het laatste deel van het bakproces in kleine stukjes gesneden met een houten pollepel of spatel. Er zijn intussen talloze varianten, zoals Weichselschmarrn (met kersen) en Topfenschmarrn (met kwark). Eigenlijk kan elke fruitsoort en bessen gebruikt worden. Ook mengelingen van verschillende vruchten.

## Herkomst

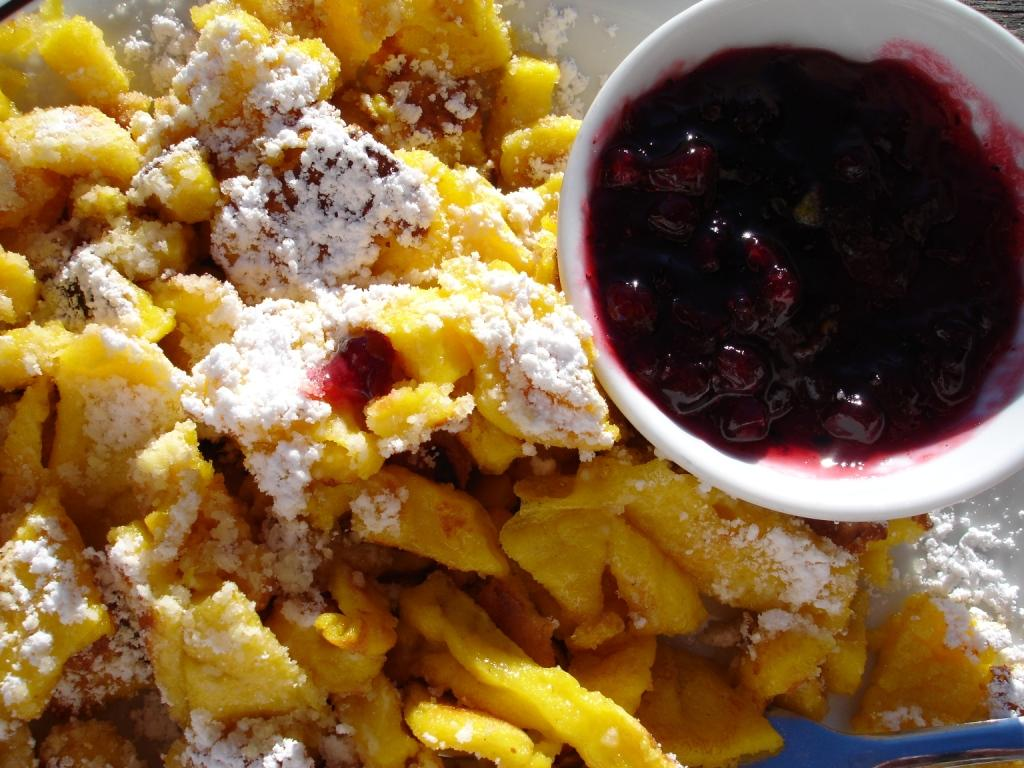
Kaiserschmarrn met vossenbessen

De herkomst van het gerecht wordt vaak verklaard met de legende dat keizer Franz Joseph tijdens een jachtpartij in de Salzkammergut een houthakkersschmarrn voorgeschoteld kreeg. Deze werd speciaal voor hem met de beste ingrediënten bereid, zoals melk, rozijnen en eieren. Zo werd uit een eenvoudig gerecht de kaiserschmarrn geboren.
Een andere uitleg is iets romantischer. Deze verklaart dat de keizer graag mehlspeisen als nagerecht at, bijvoorbeeld flensjes. Waren deze echter te dik, dan waren ze volgens het keukenpersoneel niet geschikt om de keizer voor te schotelen. Het woord schmarrn betekent zoiets als onzin.
Tijdens de Oostenrijk-Hongaarse dubbelmonarchie verspreidde het gerecht zich ook in Hongarije waar het onder de naam Császármorzsa (uitgesproken als 'tjassarmorzja') bekend is.